# Yaron Herman
Yaron Herman (Tel Aviv, 12 juli 1981) is een Israëlische, in Frankrijk wonende jazz-pianist.

## Biografie
Herman begon op zijn zestiende piano te spelen. Hij had les van jazzmusicus Opher Brayer. Twee jaar later won hij een prijs op Rimon School of Jazz and Contemporary Music. In het begin van zijn loopbaan trad hij op in Tel Aviv. Toen hij 19 was studeerde hij kort aan Berklee College of Music, daarna zette hij zijn studie voort in Parijs. Hij nam in een duo met drummer Sylvain Ghio zijn eerste album op (Takes 2 to Know 1). In 2006 gaf hij soloconcerten in Europa, Zuid-Amerika, Amerika en China. Hij trad tevens op met een groep van Raphael Imbert (Newtopia, album: Suite Elegiaque).
In 2007 begon Herman een eigen trio, met Matt Brewer en Gerald Cleaver. In 2009 ging hij toeren met Michel Portal.
Yaron Herman woont in Parijs.

## Discografie (selectie)
- Yaron Herman & Sylvain Ghio: Takes 2 to Know 1 (2003, Sketch)
- Variations (2006, Laborie Records)
- Newtopia Project: Suite Elegiaque (2006, Zig-Zag Territoires, met Raphëlel Imbert, Zim Ngqawana, Stephan Caracci, Simon Tailleu, Cédrick Bec)
- Yaron Herman Trio: Muse (2009, Laborie Records)
- Alter Ego (ACT 2012, met Émile Parisien en Logan Richardson)
- Adam Bałdych & Yaron Herman: The New Tradition (ACT, 2013)